# John Beasley (zenész)
John Rule Beasley (Shreveport, 1958. október 10. vagy 1960. október 10. –) amerikai Grammy-díjas dzsesszzongorista, zenekarvezető, producer.

## Pályafutása
Beasley – bár zenész családból származik – csak a középiskolában fordult a dzsessz felé. Először különböző fafúvós hangszereken tanult meg játszani. 14 évesen írt egy darabot a University of North Texas Jazz Bandnek, amelyet később Stan Kenton felvett a repertoárjába.
Beasley Sergio Mendesszel turnézott, közben stúdiózenészként dolgozott Los Angelesben. 24 éves korában a Paramount, a Disney és az MGM televíziós műsoraihoz írt zenét és hangszerelt. Zongoristaként is dolgozott ezekben a stúdiókban.
Hat évig Freddie Hubbard együttesének is tagja volt.
Az 1990-es évek eleje óta ad ki albumokat saját zenekaraival. A Positootly című albuma! (2009) Grammy-díj jelölést kapott. A MONK'estra big bandjével Thelonious Monkot igyekszik követni. Albumaikat Grammy-díjra jelölték.
A Close to Me című album, valamint a Somi Holy Room: Live At Alte Oper című album a portugál énekesnővel, Maria Mendessel készült, ezeket ő hangszerelte és vezényelte is.
2021-ben megkapta a legjobb hangszerelőnek járó Grammy-díjat a Donna Lee című Charlie Parker-szám latin változatáért. Ez hallható Al Jarreau, Chick Corea, Wayne Krantz, Jon Hassell, Tânia Maria, Robby Ameen, Kyle Eastwood és Andreas Öberg előadásában is.
Olyan zenészekkel dolgozott, mint Sérgio Mendes, Freddie Hubbard, Miles Davis, Steely Dan, Chaka Khan, James Brown, a Spice Girls, Ry Cooder, John Patitucci, Queen Latifah, Lee Ritenour, Ivan Lins, Barbra Streisand.

## Szólóalbumok
- 1992: Cauldron
- 1993: A Change of Heart
- 2001: Surfacing
- 2005: One Live Night
- 2008: Letter to Herbie
- 2009: Positootly!
- 2016: John Beasley Presents MONK'estra Vol. 1
- 2017: John Beasley Presents MONK'estra Vol. 2
- 2020: MONK'estra Plays John Beasley

## Díjak
- Nyolcszoros Grammy-díj jelölt; elnyerte 2021-ben (legjobb hangszerelés)

## Filmek
- John Beasley az IMDb-n